# Funerale della sardina
Il funerale della sardina (in spagnolo entierro de la sardina) è una cerimonia spagnola che celebra tradizionalmente la fine del carnevale e di altre festività ed è considerata una Festa di Interesse Turistico Internazionale. 
Il funerale consiste generalmente in una sfilata carnevalesca che richiama una processione funebre e culmina con il rogo di una figura simbolica, di solito con la forma di una sardina. La sepoltura della sardina viene celebrata il mercoledì delle ceneri ed è una sepoltura simbolica del "passato" per consentire alla società di rinascere, trasformarsi e rinvigorirsi.
Molti festival spagnoli si concludono con cerimonie in cui il simbolo che rappresenta gli eccessi del festival medesimo viene bruciato o distrutto; alcune di queste tradizioni sono andate perse nel corso del tempo, mentre altre sono state rianimate. Celebrazioni simili includono la "Festa di Giuda" (Fiesta del Judas), il "Rogo del Fannullone" (Quema del haragán) e il "Rogo del graspo" (Quema del raspajo). Il rogo di un'effigie rappresenta una rigenerazione e una liberazione: il passaggio del simbolo attraverso il fuoco rappresenta infatti uno spurgo dei vizi e un ripristino dell'ordine temporaneamente sovvertito durante la festa; nelle cerimonie di sepoltura simbolica, il tema principale è quello della riflessione.
In antichità, il funerale della sardina, come manifestazione pubblica di lamento per la fine di un periodo di riposo e di abbondanza si celebrava la vigilia del mercoledì delle ceneri, cioè il Martedì grasso.

## Nella cultura
La sepoltura della sardina è un dipinto ad olio su tavola di Francisco Goya che raffigura una cerimonia storica a Madrid.
La sepoltura della sardina è il primo capitolo di un fumetto svedese di Joakim Lindengren, tratto dal romanzo postmoderna "Stati Uniti di Banana" di Giannina Braschi.